# Baloncesto Fuenlabrada
Maillots
Le Baloncesto Fuenlabrada, également appelé Carplus Fuenlabrada pour des raisons de parrainage, est un club espagnol de basket-ball basé à Fuenlabrada (Madrid). Le club évolue en LEB Oro, soit en seconde division espagnole.

## Noms successifs
Le club a porté plusieurs noms "usuels", en fonction de son sponsor principal :
- Maná Fuenlabrada (1986-1987)
- Jabones Pardo Fuenlabrada (1999-2004)
- Alta Gestión Fuenlabrada (2005-2009)
- Ayuda en acción Fuenlabrada (2009-2010)
- Mad-Croc Fuenlabrada (2012-2013)
- Montakit Fuenlabrada (2014-2021)
- Urbas Fuenlabrada (2021-2022)
- Carplus Fuenlabrada (depuis 2022)

## Bilan sportif

### Palmarès
| Compétitions nationales | Compétitions internationales |
| - Championnat d'Espagne de D2 : - Vainqueur (1) : 2005. - Coupe du Prince des Asturies (es) : - Vainqueur (2) : 1998, 2005. | - Néant.                     |

## Joueurs et personnalités du club

### Entraîneurs successifs
Le tableau suivant présente la liste des entraîneurs du club depuis 1993.
| Rang | Nom                      | Période        |
| ---- | ------------------------ | -------------- |
| 1    | Martín Fariñas           | 1995-1996/97   |
| 2    | Óscar Quintana (intérim) | 1996/97-1997   |
| 3    | Andreu Casadevall        | 1997           |
| 4    | Óscar Quintana           | 1997-2004      |
| 5    | Luis Casimiro            | 2004-2008      |
| 6    | Luis Guil                | 2008-déc. 2008 |

| Rang | Nom                       | Période              |
| ---- | ------------------------- | -------------------- |
| 7    | Chus Mateo                | Déc. 2009-janv. 2010 |
| 8    | Salva Maldonado (intérim) | Janv. 2010-2011      |
| 9    | Porfirio Fisac            | 2011-nov. 2012       |
| 10   | Trifón Poch               | Nov. 2012-2013       |
| 11   | Chus Mateo                | 2013-mars 2014       |
| 12   | Luis Casimiro             | Mars 2014-janv. 2015 |

| Rang | Nom                  | Période              |
| ---- | -------------------- | -------------------- |
| 13   | Hugo López           | Janv. 2015-avr. 2015 |
| 14   | Jesús Sala (intérim) | Avr. 2015-2015       |
| 15   | Žan Tabak            | 2015-nov. 2015       |
| 16   | Jota Cuspinera       | Nov. 2015-2017       |
| 17   | Néstor García        | 2017-2018            |
| 18   | Agustí Julbe         | Juil. 2018-oct. 2018 |

| Rang | Nom                  | Période        |
| ---- | -------------------- | -------------- |
| 19   | Néstor García        | Oct. 2018-2019 |
| 20   | Jota Cuspinera       | 2019-2020      |
| 21   | Paco García          | 2020           |
| 22   | Javier Juárez        | 2020-2021      |
| 23   | Josep Maria Raventós | 2021-2022      |
| 24   | José Luis Pichel     | 2022-2023      |

| Rang | Nom            | Période     |
| ---- | -------------- | ----------- |
| 25   | Óscar Quintana | depuis 2023 |

### Joueurs célèbres ou marquants
- Tal Burstein
- Serhiy Hladyr
- / Danny Strong
- Nikoloz Tskitishvili
- Luboš Bartoň
- Saer Sene
- Raymond Brown
- Brad Oleson
- Andrew Panko
- Jawad Williams
- Wálter Herrmann
- Pablo Prigioni
- / Guilherme Giovannoni